# Le Polonais
Le Polonais – czasopismo wydawane w latach 1833–1836 przez Adama Jerzego Czartoryskiego. 
Tytuł ukazywał się od lipca 1833 do czerwca 1836. Pismo wydawano w języku francuskim. Jego redaktorem był Władysław Plater. Miesięcznik cieszył się zainteresowaniem także wśród Francuzów. Współpracowali z nim Cezary Plater, Józef Straszewicz i Karol Boromeusz Hoffman, a także: Stefan Witwicki, Józef Bem, Henryk Dembiński, Karol Montalembert, Karol Saint-Beuve, Mamiani Della Rovere, hiszpański margrabia Miraflores (potem prezes parlamentu) oraz portugalski pisarz Pinheiro Ferrera.